# Liste des seigneurs de Ramerupt
Les seigneurs de Ramerupt sont des seigneurs féodaux, originaires du comté de Champagne dans le royaume de France.

## Origines
La seigneurie de Ramerupt est mentionnée dès le Xe siècle et est rattachée au comté d'Arcis, dont elle est une des quatre châtellenies avec Arcis, Méry et Plancy.
Hersende, dite La Pieuse, est la première comtesse d'Arcis et dame de Ramerupt connue. Le fait que ce soit une femme qui dirige le comté d'Arcis ainsi que Ramerupt, semble indiquer qu'elle soit une héritière et donc que ce comté ait été transmis dans cette famille depuis au moins une génération. Elle épouse vers 945 Helpuin de Montdidier, frère d'Hilduin Ier, comte de Montdidier. Veuve, elle transmet vers 970 à son fils aîné le comté d'Arcis et garde pour elle la seigneurie de Ramerupt, où elle fait construire dans l'enceinte du château une église placée sous le vocable de Notre-Dame, et à laquelle est annexé un prieuré de l'ordre de Saint-Benoît, où elle fait déposé les reliques de Saint Balsème, massacré par les Vandales , et jusqu'alors entreposé au prieuré Saint-Pierre à Arcis, également appelé prieuré Saint-Balsème,.

## Généalogie

### Maison d'Arcis et de Ramerupt
- Hersende d'Arcis ou Hersende de Ramerupt, dite La Pieuse († après 970), première comtesse d'Arcis et dame de Ramerupt connue. Elle épouse Hilduin Ier de Montdidier (ou Helpuin), comte de Montdidier, avec qui elle a au moins deux enfants :
  - Hilduin II de Montdidier, qui suit ;
  - Manassès de Montdidier, évêque de Troyes ;
  - peut-être une fille prénommée Béatrice de Montdidier, qui épouse Geoffroi, comte de Mortagne.

### Maison de Montdidier
- Hilduin II de Montdidier († vers 993), comte de Montdidier et d'Arcis et seigneur de Ramerupt. Il épouse en premières noces Helvise, issue de la famille de Laon ou de Tours, avec qui il a au moins deux enfants. Il épouse en secondes noces une fille de Gui, comte de Soissons, mais n'a probablement pas d'enfant avec elle :
  - Hilduin III de Montdidier, qui suit ;
  - Manassès de Montdidier, qui épouse Constance de France, héritière du comté de Dammartin, et devient comte de Dammartin.

- Hilduin III de Montdidier († après 1032), comte de Montdidier et d'Arcis et seigneur de Ramerupt. Il épouse Lesceline de Bar, avec qui il a plusieurs enfants :
  - Hilduin IV de Montdidier, qui suit ;
  - Guillaume de Montdidier, possible père de Manassès de Soissons, évêque de Soisson ;
  - Manassès de Montdidier, dit Calva Asina (l'âne chauve), vidame de Reims, qui épouse Béatrice de Hainaut, séparée d'Ebles Ier de Roucy, qui devient archevêque de Reims. Ils ont ensemble plusieurs enfants :
    - Manassès II de Reims, archevêque de Reims ;
    - Gui de Montdidier, vidame de Reims et seigneur de Neufchâtel. Père de Cyriaque de Neufchâtel, vidame de Reims ;
    - Adélaïs de Montdidier, abbesse de Saint-Jean de Laon.

  - une fille qui épouse Yves de Nesle.

- Hilduin IV de Montdidier († en 1063), comte de Montdidier et d'Arcis et seigneur de Ramerupt puis également comte de Roucy à la suite de son mariage avec Alix de Roucy, fille d'Ebles Ier de Roucy, comte de Roucy et archevêque de Reims, et de Béatrice de Hainaut, avec qui il a neuf enfants :
  - Ebles II de Montdidier-Roucy, qui succède à son père comme comte de Montdidier et de Roucy ;
  - André de Montdidier-Roucy, seigneur de Ramerupt, qui suit ;
  - Béatrix de Montdidier-Roucy († , qui épouse Geoffroy II, comte du Perche ;
  - Marguerite de Montdidier-Roucy, qui épouse Hugues Ier, comte de Clermont-en-Beauvaisis ;
  - Ermentrude de Montdidier-Roucy, qui épouse Thibaud de Reynel, comte de Reynel ;
  - Ada de Montdidier-Roucy, qui épouse en premières noces Geoffroy, seigneur de Guise, puis en secondes noces Gaultier d'Ath, puis en troisièmes noces Thierry, seigneur d'Avesnes ;
  - Adélaïde de Montdidier-Roucy, qui épouse Arnoul Ier, comte de Chiny ;
  - Aélis de Montdidier-Roucy, qui épouse Conon Falcon de La Sarraz, seigneur de Grandson ;
  - Félicie de Montdidier-Roucy, qui épouse Sanche Ier d'Aragon, roi d'Aragon et de Navarre.

- André de Ramerupt († après 1118), comte d'Arcis et seigneur de Ramerupt après son père. Il épouse en premières noces Adélaïde, probablement fille de Wallerand de Roye et d’Aélis de Boves, puis en secondes noces Guisemode, probablement née d’Arras. De son premier mariage, il a cinq enfants :
  - de (1) Ebles de Ramerupt, évêque de Châlons, qui suit ;
  - de (1) Hugues de Ramerupt, mort avant son père et sans descendance ;
  - de (1) Olivier de Ramerupt, mort avant son père et sans descendance ;
  - de (1) Alix de Ramerupt, dame de Ramerupt, qui épouse Érard Ier de Brienne, comte de Brienne, qui suit plus loin après son frère ;
  - de (1) une autre fille, dame d'Arcis, qui épouse Jean, seigneur de Pleurs et vicomte de Mareuil.

- Ebles de Ramerupt († en 1126), comte d'Arcis et seigneur de Ramerupt après son père, puis devient évêque de Châlons jusqu'à sa mort. Ramerupt passe alors à sa sœur Alix de Ramerupt, qui suit.

- Alix de Ramerupt († en 1143 ou après), dame de Ramerupt après son frère. Elle épouse Érard Ier de Brienne, comte de Brienne, avec qui elle a trois enfants :
  - Gautier II de Brienne, comte de Brienne et seigneur de Ramerupt, qui suit ;
  - Gui de Brienne, mort jeune et sans descendance ;
  - Félicité de Brienne, qui épouse en premières noces Simon Ier de Broyes puis en secondes noces Geoffroy III, sire de Joinville.

### Maison de Brienne
- Gautier II de Brienne († avant 1161), comte de Brienne et seigneur de Ramerupt. Il se marie quatre fois. Tout d'abord avec Humbeline de Baudement (probablement mariée en premières noces avec Anséric II de Chacenay). Puis avec Adèle de Soissons. Ensuite avec Humbeline de Troyes. Et enfin en 1146 avec une dénommée Adélais nom de famille inconnu. Toutefois, l'attribution exacte de la mère des enfants de Gautier est incertaine[5] :
  - de (1) : Agnès de Brienne qui épouse Jacques Ier de Chacenay ;
  - de (1) ou (2) : Guy de Brienne, probablement mort jeune avant son père ;
  - de (2) : Érard II de Brienne, qui succède à son père comme comte de Brienne ;
  - de (2) : André de Brienne, qui hérite de la seigneurie de Ramerupt et qui suit ;
  - de (2) : Eustache de Brienne, possible héritier de la seigneurie de Conflans ;
  - de (2) : Jean de Brienne († 1191) abbé de Beaulieu de 1157 à 1192 ;
  - de (2) : Marie de Brienne, mariée à Gautier de Saint-Omer, seigneur de Fauquemberghes ;
  - de (2) : Elvide de Brienne qui épouse Barthélemy, seigneur de Vignory ;
  - de (2 ou +) : Adélais de Brienne, citée dans une charte de 1152 ;
  - de (2 ou +) : Félicité de Brienne, citée dans une charte de 1144.

- André de Brienne († en 1189), seigneur de Ramerupt. Il participe à la troisième croisade et trouve la mort lors du siège de Saint-Jean-d'Acre en 1189. Il épouse Adélaïde de Traînel-Venizy, avec qui il a cinq enfants :
  - Gautier de Brienne-Ramerupt, qui meurt probablement avec son père lors de la troisième croisade ;
  - Érard de Brienne-Ramerupt, qui suit ;
  - Élisabeth de Brienne, qui épouse Milon, seigneur de Pougy ;
  - Agnès de Brienne, qui épouse Miles VI, seigneur de Noyers ;
  - Ada de Brienne, probablement morte jeune.

- Érard de Brienne († vers 1246), seigneur de Ramerupt et de Venizy. Prétendant au comté de Champagne et instigateur de la guerre de succession de Champagne. Il épouse en premières noces Hélisende de Rethel avec qui il a un enfant. Séparé, il épouse en secondes noces Philippa de Champagne, avec qui il a neuf autres enfants :
  - de (1) : André de Brienne, mort jeune ;
  - de (2) : Henri de Brienne, qui succède à son père comme seigneur de Venizy ;
  - de (2) : Érard II de Brienne, qui succède à son père comme seigneur de Ramerupt et qui suit ;
  - de (2) : Marie de Brienne, qui épouse en premières noces Gaucher III de Châtillon, seigneur de Nanteuil-la-Fosse. Veuve, elle épouse en secondes noces Hugues II, seigneur de Conflans et maréchal de Champagne ;
  - de (2) : Marguerite de Brienne, qui épouse Thierry IV van Beveren, châtelain de Dixmude ;
  - de (2) : Héloïse de Brienne, morte jeune ;
  - de (2) : Isabelle de Brienne, qui épouse Henri V, comte de Grandpré ;
  - de (2) : Jeanne de Brienne, qui épouse Mathieu III, seigneur de Montmorency
  - de (2) : Sibylle de Brienne, abbesse de la Piété-Dieu-lès-Ramerupt de 1245 jusqu'à sa mort ;
  - de (2) : Alix de Brienne, morte peu après le décès de ses parents.

- Érard II de Brienne († en février 1250), seigneur de Ramerupt. En 1248, il prend part à la Septième croisade du roi Saint Louis avec son frère Henri. Il participe à la prise de Damiette puis trouve la mort lors de la bataille de Mansourah en 1250. Il n'a pas été marié et n'a pas de descendance connue.

À la mort d'Érard II, la seigneurie de Ramerupt est divisée entre ses quatre sœurs encore en vie et qui ne sont pas entrées dans les ordres.